# Tropaion

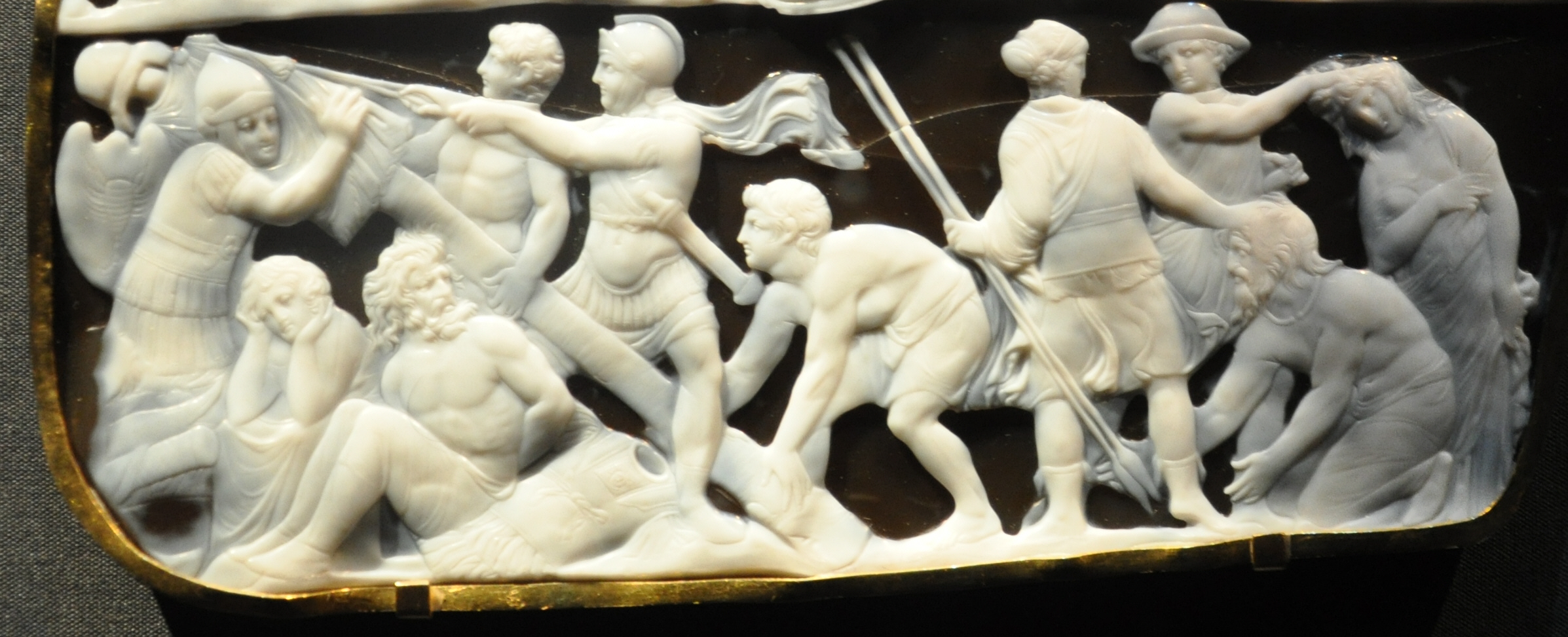
Un tropaion en cours de construction, détail de la Gemma Augustea, vers 20-30 apr. J.-C.

Un tropaion (du grec τρόπαιον), en latin tropæum, est dans l’Antiquité gréco-romaine un trophée au sens littéral, c’est-à-dire un monument destiné à commémorer une victoire militaire. À l’origine, il s’agissait d’un arbre élagué et taillé en forme de croix auquel on suspendait les armes des vaincus. Le tropaion ou tropæum était laissé sur l’emplacement du champ de bataille.
Au cours des siècles, le tropaoin est devenu un monument de brique ou de pierre. Certains tropaia ont été érigés non plus sur place mais dans des lieux symboliques tels que Delphes, Olympie ou Rome afin de souligner la notion de triomphe. Dans tous les cas, les tropaia étaient dédiés au dieu ou à la divinité qui avait permis la victoire.

## Grèce antique
Le mot tropaion dérive du verbe grec tropein, qui signifie « tourner ». De la même racine viennent le substantif tropê, « tour, changement de direction, fuite, déroute », et l’adjectif tropaios, « qui fait tourner, qui met en fuite » : le tropaion marque l’endroit où l’ennemi a dû renoncer et rebrousser chemin.
L’arbre en croix des premiers tropaia, à l'époque archaïque, est revêtu d’une cuirasse et d’un casque pris à l’ennemi, et plusieurs armes des vaincus sont déposées devant lui : glaives, javelots, boucliers…

## Rome antique

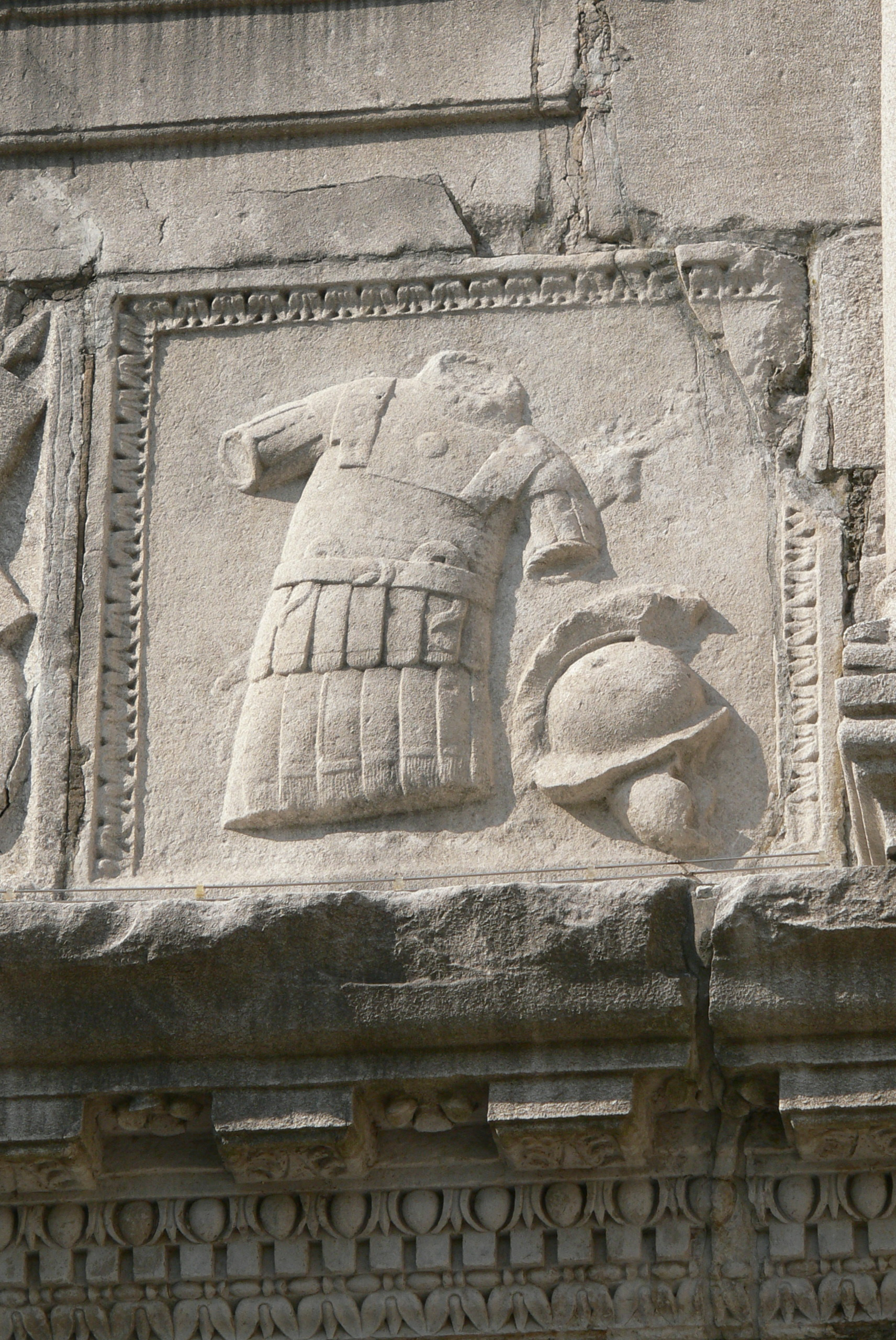
Tropæum du Ier siècle en réemploi sur la tour de la cathédrale de Trieste.

Dans la Rome antique , le tropæum peut s’élever sur une frontière symbolique, tels le trophée des Alpes ou celui de Pompée dans les Pyrénées, sur le champ de bataille comme le Tropæum Traiani en Roumanie, ou encore à Rome.
Il est également représenté sur des pièces de monnaie ou sur des monuments qui célèbrent la grandeur de l’empereur, comme la colonne Trajane.

## Galerie

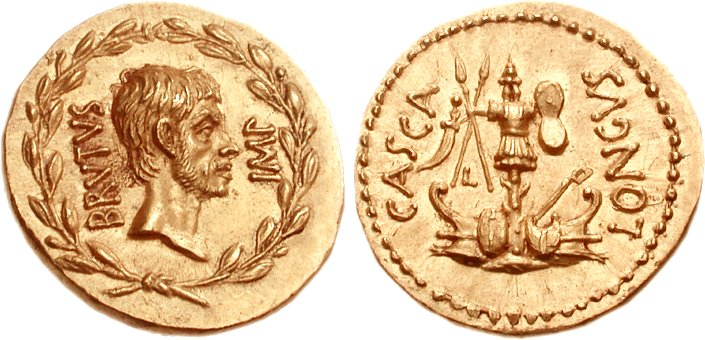
Un tropaeum sur une monnaie romaine, 42 av. J.-C.
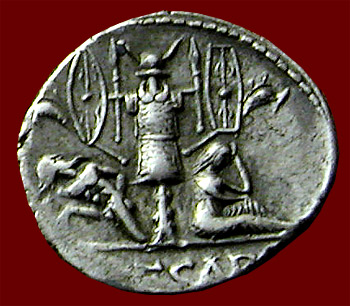
Un tropaeum sur une monnaie romaine, 46-45 av. J.-C.
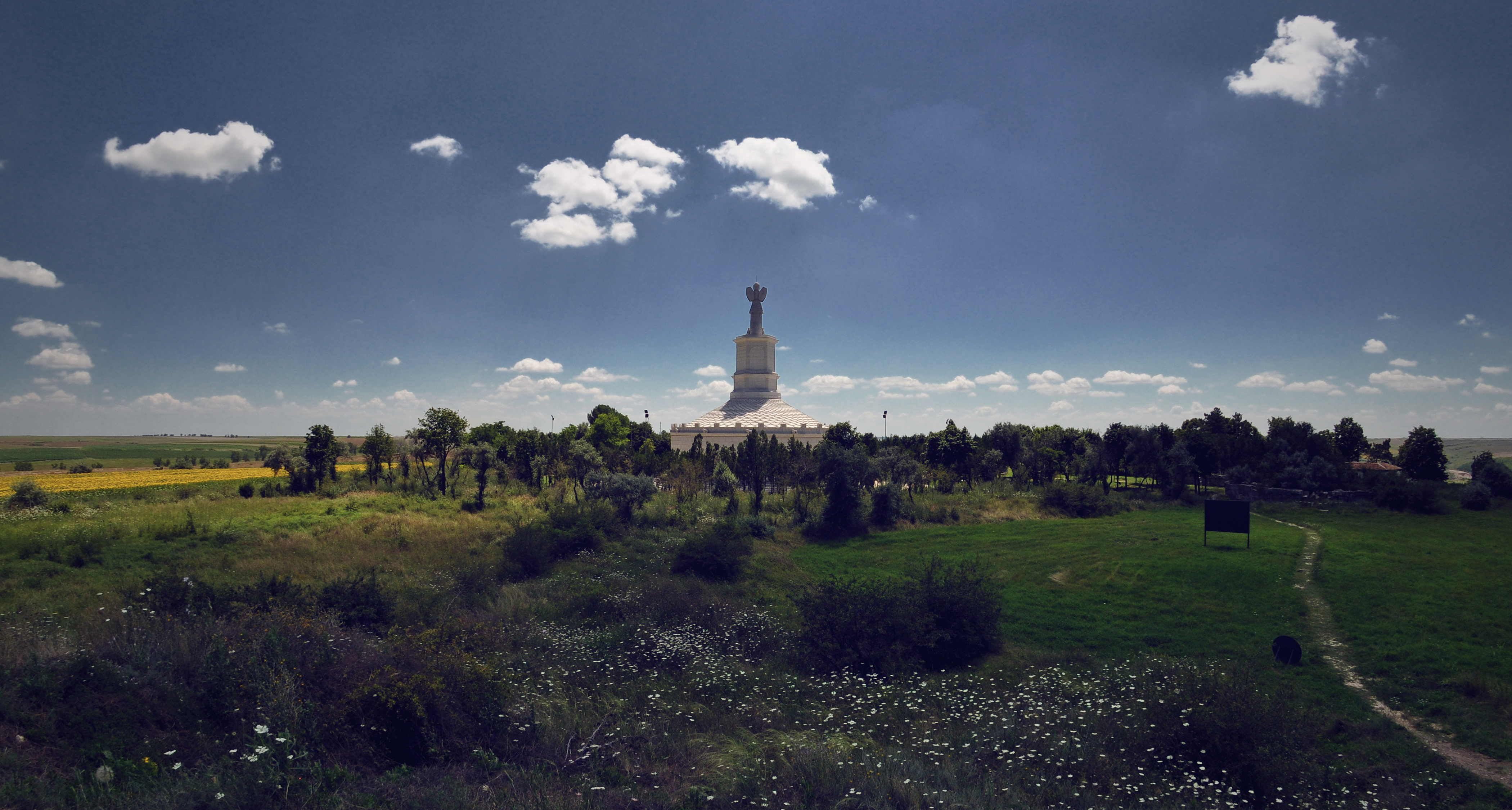
Reconstitution (1977) du Tropaeum Traiani, 109 apr. J.-C.
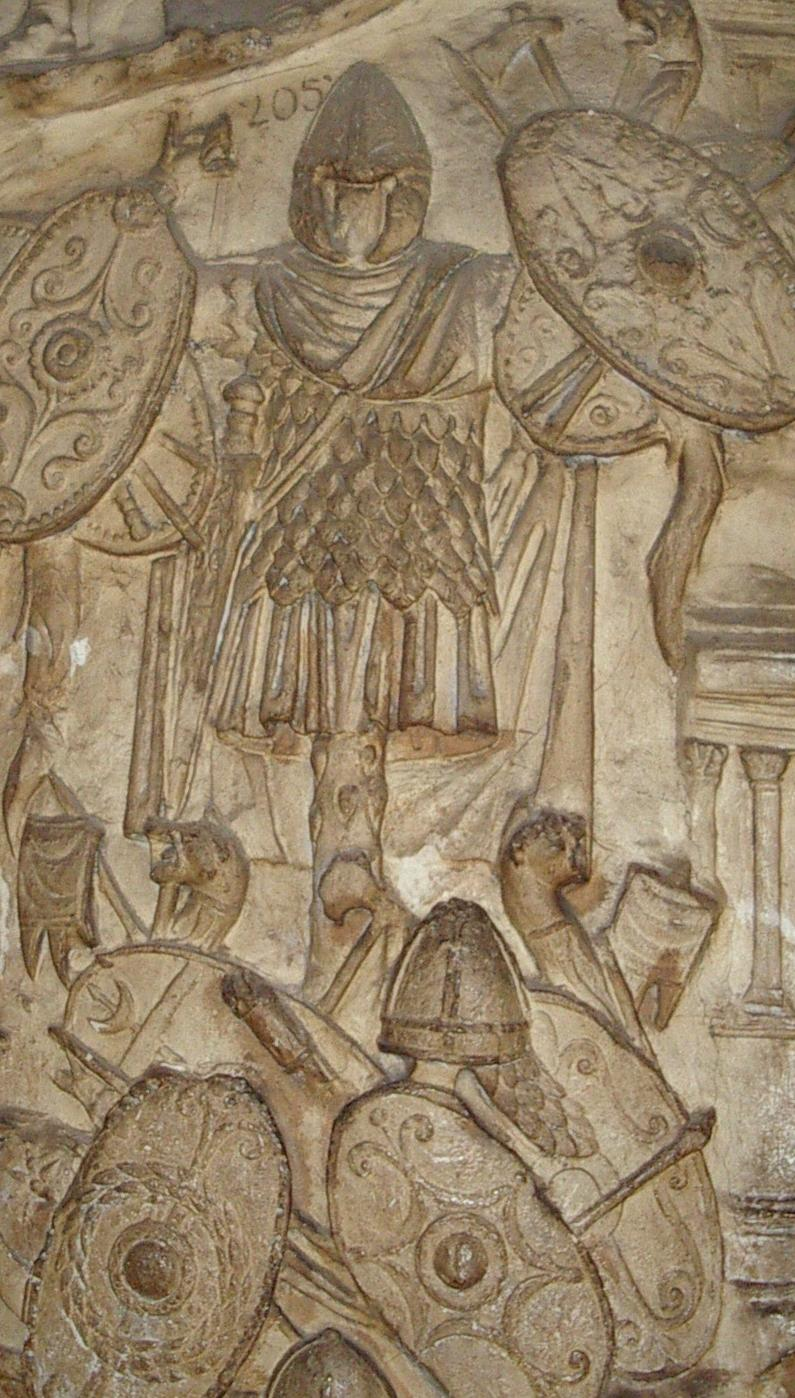
Un tropaeum des guerres de Trajan, colonne Trajane, 113 apr. J.-C.
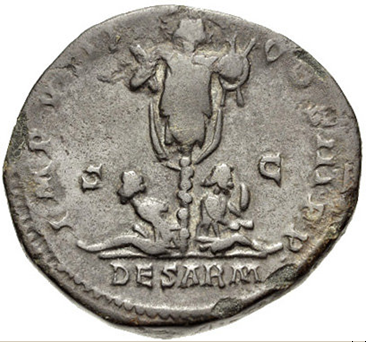
Un tropaeum romain représenté sur un dupondius du règne de Marc Aurèle, 161-180 apr. J.-C.